# Lupo di Lione
Lupo (... – Lione, tra il 538 e il 549) è stato il 25º vescovo di Lione, nella prima metà del VI secolo, venerato come santo dalla Chiesa cattolica.
Nel più antico catalogo episcopale lionese, contenuto in un evangeliario della metà del IX secolo, e redatto attorno agli anni 799-814, il nome del vescovo Lupo compare al 25º posto tra san Vivenziolo, documentato per l'ultima volta tra il 518 e il 523, e Leonzio, attestato per la prima volta nel 549.
In una lettera dell'arcivescovo Leidrado di Lione (all'inizio del IX secolo), il nome del vescovo Lupo, assieme a quelli dei santi Eucherio e Genesio, è associato al monastero sull'isola Barbe, posta in un'ansa del fiume Saona, a nord di Lione (oggi nel quartiere lionese di Saint-Rambert-l'Île-Barbe). Simile indicazione è riportata dalla Vita di san Leobino di Chartres (metà del VI secolo), secondo cui Lupo avrebbe vissuto vita eremitica su quest'isola. L'informazione passò quindi nel martirologio di Adone di Vienne.
Lupo è storicamente documentato in una sola occasione, quando presiedette il concilio di Orléans del 7 maggio 538, dove, alla presenza di 26 vescovi, furono prese decisioni di carattere disciplinare. Non si conosce la data di morte di Lupo; secondo il catalogo episcopale lionese, suo successore fu Leonzio, di cui non si conosce nulla, ma che alcuni eruditi ritengono abbia retto la sede di Lione per 2 anni; a lui seguì san Sacerdote, che prese parte al concilio di Orléans del 28 ottobre 549.
La più antica attestazione liturgica del vescovo Lupo si trova nel Martirologio geronimiano, dove la sua celebrazione è posta al 24 settembre. Successivamente la sua festa fu spostata al 25 settembre e a questa data è registrato nel Martirologio Romano del Baronio. L'odierno martirologio, riformato dopo il concilio Vaticano II, ha trasferito la sua memoria alla data primitiva; il santo vescovo è commemorato con queste parole: